# Евклідова топологія дійсної прямої
В математиці, зокрема в загальній топології, евклідова, або природна топологія є однією з топологій, заданих на множині всіх дійсних чисел {\displaystyle \mathbb {R} }. Її стандартну базу складають інтервали {\displaystyle (a,b)=\{x\in \mathbb {R} \mid a<x<b\}}, {\displaystyle a,b\in \mathbb {R} }, {\displaystyle a<b}.

## Властивості
- Евклідова топологія на {\displaystyle \mathbb {R} } породжена евклідовою метрикою {\displaystyle d(x,y)=|x-y|} на {\displaystyle \mathbb {R} }, де {\displaystyle |x|} означає абсолютне значення (модуль) дійсного числа {\displaystyle x}. Таким чином, метричний простір {\displaystyle \mathbb {R} } задовольняє всі аксіоми відокремлюваності. Крім того, {\displaystyle \mathbb {R} } є повним метричним простором другої категорії.

- {\displaystyle \mathbb {R} } задовольняє другу аксіому зліченності, оскільки множини вигляду {\displaystyle (a,b)}, де  {\displaystyle a} і {\displaystyle b} раціональні, є зліченною базою {\displaystyle \mathbb {R} }. Тому {\displaystyle \mathbb {R} } задовольняє першу аксіому зліченності, є ліндельофовим і сепарабельним. Множина раціональних чисел є зліченною скрізь щільною в {\displaystyle \mathbb {R} } множиною.

- {\displaystyle \mathbb {R} } не є зліченно компактним простором, бо відкриті інтервали {\displaystyle (n,n+2)} для всіх цілих n покривають {\displaystyle \mathbb {R} }, але жодна їх скінченна сукупність не є покриттям {\displaystyle \mathbb {R} }. Але {\displaystyle \mathbb {R} } локально компактний і σ-компактний, оскільки відрізки {\displaystyle [a,b]}, {\displaystyle a,b\in \mathbb {R} }, {\displaystyle a<b}, компактні.

- Будь-яка замкнена в {\displaystyle \mathbb {R} } множина {\displaystyle A} є {\displaystyle G_{\sigma }}-множиною, оскільки {\displaystyle A=\bigcap _{n=1}^{\infty }A_{n}}, де {\displaystyle A_{n}} — окіл множини {\displaystyle A} радіусу {\displaystyle 1/n}, {\displaystyle n\in \mathbb {N} }, тобто {\displaystyle A_{n}=\bigcup _{x\in A}B(x,1/n)}. Кожна точка, що не належить {\displaystyle A}, міститься в ε-околі, який не перетинається з {\displaystyle A}, і таким чином не перетинається з деяким {\displaystyle A_{n}}.

- Будь-яке відкрите покриття {\displaystyle \mathbb {R} } покриває кожен компактний відрізок {\displaystyle [n,n+1]}, {\displaystyle n\in \mathbb {Z} }, тому відкрите покриття може бути зменшене до послідовності скінченних підпокриттів {\displaystyle {G_{i}^{n}}} кожного відрізка {\displaystyle [n,n+1]}. Тоді множини {\displaystyle {G_{i}^{n}}\cap (n-1,n+2)} утворюють локально скінченне покриття, вписане в початкове відкрите покриття. Таким чином, {\displaystyle \mathbb {R} } паракомпактний.

- Топологія на {\displaystyle \mathbb {R} } також може бути задана квазіметрикою {\displaystyle d(x,y)=y-x}, коли {\displaystyle y\geqslant x}, і {\displaystyle d(x,y)=2(x-y)}, коли {\displaystyle y<x}.

- Набір множин {\displaystyle S_{ab}=\{(x,y)|x,y<b} чи {\displaystyle x,y>a\}}, де {\displaystyle a,b\in \mathbb {R} } і {\displaystyle a<b}, є передбазою рівномірності {\displaystyle U}, породженої природною топологією на {\displaystyle \mathbb {R} }, але {\displaystyle U} не є звичайною метричною рівномірністю.

- Евклідів {\displaystyle n}-вимірний простір {\displaystyle \mathbb {R} ^{n}} визначається як добуток n копій {\displaystyle \mathbb {R} }. Топологія добутку породжується базою, яка складається з відкритих прямокутників, тобто множин, які є декартовим добутком відкритих інтервалів з кожної копії {\displaystyle \mathbb {R} }. Еквівалентна база складається з відкритих {\displaystyle n}-вимірних куль відносно евклідової метрики {\displaystyle d(x,y)=(\Sigma \ (x_{i}-y_{i})^{2})^{\frac {1}{2}}} в {\displaystyle \mathbb {R} ^{n}}.